# Vojaški ordinariat Združenega kraljestva
Vojaški ordinariat Združenega kraljestva (angleško Military Ordinariate of Great Britain) je rimskokatoliški vojaški ordinariat, ki je vrhovna cerkveno-verska organizacija in skrbi za pripadnike oboroženih sil Združenega kraljestva.
Sedež ordinariata je v Farnboroughu (Hampshire).

## Škofje
- William Keatinge (30. oktober 1917 - 21. februar 1934)
- James Dey (13. april 1935 - 8. maj 1946)
- David Mathew (16. april 1954 - 23. marec 1963)
- Gerard William Tickle (12. oktober 1963 - 24. april 1978)
- Francis Joseph Walmsley (8. januar 1979 - 24. maj 2002)
- Thomas Matthew Burns (24. maj 2002 - danes)